# Manlio Mora
Manlio Mora (Parma, 29 settembre 1883 – Parma, 13 aprile 1973) è stato un militare italiano, generale di corpo d'armata nella riserva, veterano della prima guerra mondiale. Durante la seconda guerra mondiale ebbe incarichi in Sardegna e fu al comando della 204ª Divisione costiera di Sassari.

## Biografia
Nacque a Parma nel 1883. Dopo aver frequentato la Regia Accademia Militare di Fanteria e Cavallaria di Modena, da cui uscì con il grado di sottotenente dell'arma di fanteria, corpo degli alpini, il 5 settembre 1907. Assegnato al 1º Reggimento alpini, dopo l'entrata in guerra del Regno d'Italia, avvenuta il 24 maggio 1915, prese parte alle operazioni belliche come capitano del 5º Reggimento alpini. venendo promosso maggiore il 28 giugno 1917, e passando in servizio al 2º Reggimento alpini.
Dopo la fine del primo conflitto mondiale, dal 12 ottobre 1919, e sino al 13 aprile 1928, prestò servizio effettivo al 61º Reggimento fanteria, e fu insegnante alla Scuola di applicazione di fanteria.
Promosso colonnello il 1º settembre 1934, dal 15 novembre 1936 al 13 settembre 1937 fu comandante del presidio e delle truppe di Zara (allora dipendente dal VII Corpo d'armata di Firenze).
Poi, dopo una missione speciale in Libia nell'ottobre 1937 al comando del 157º Reggimento fanteria "Liguria", inquadrato nella 63ª Divisione fanteria "Cirene", passò fuori quadro a sua domanda dal 1º gennaio 1938, e poi, nello stesso anno, fu in servizio presso il Comando del VI Corpo d'armata di Bologna, per incarichi speciali.
Promosso generale di brigata della riserva dal 1º gennaio 1940, fu comandante del distretto militare di Sassari dal giugno 1940, passando dal 15 gennaio 1942, richiamato in servizio attivo, al comando della neocostituita 204ª Divisione costiera, con sede a Sassari, che controllava tutta la costa nord occidentale sarda, nel periodo in cui si temeva uno sbarco alleato in quei luoghi. Dal 1º luglio 1942 venne promosso generale di divisione della riserva.
Nel luglio 1945, dopo la fine della seconda guerra mondiale, fu collocato in quiescenza col grado di generale di corpo d'armata.

### Altre attività
Uomo di lettere e di vasta cultura, scrisse romanzi (uno dei quali, Il figlio atteso, pubblicato da Guanda), commedie, novelle per ragazzi e numerosi saggi e collaborò con riviste nazionali e locali con articoli storici e letterari.
Il generale Mora, che fu altresì presidente del comitato per l'arte (1946-1953) e membro della deputazione di storia patria (1951), iniziò la collaborazione con la Gazzetta di Parma fin dall'agosto 1923. Collaborò alla rivista Parma per l'Arte fin dal suo inizio. Nel 1967 fu pubblicata una bibliografia essenziale dei suoi principali lavori, comprendente più di trecento articoli, pagine critiche e parecchi saggi sparsi in oltre quaranta giornali e riviste locali e nazionali.  Fu al centro di iniziative per la salvaguardia dei valori artistici e culturali della sua Parma sino alla sua fine, avvenuta nel 1973.

## Onorificenze
Decorato con una Medaglia d'argento e due Croci di guerra al valor militare. Ottenne la Medaglia d'argento in Val Calcino, per il fatto d'arme dell'11-14 novembre 1917, poiché incaricato della difesa di un importante tratto del fronte, per tre giorni consecutivi, nonostante violenti bombardamenti e ripetuti attacchi nemici, manteneva saldamente le posizioni, energicamente contrattaccava e con violenti corpo a corpo riconquistava alcune trincee perdute. Cadute le posizioni laterali, battuto di fianco e minacciato di aggiramento, resisteva ancora e ributtava nettamente l’avversario. Gli vennero conferite nel dopoguerra altre decorazioni e croci di guerra.

## Pubblicazioni

### Saggi e romanzi
- Amor di Sardegna: impressioni, ricordi, testimonianze di Manlio Mora, Gallizzi, Sassari, 1943.

## Articoli
- Il marchese Gianfrancesco Pallavicino negli avvenimenti politici di Piacenza dal 1846 al 1850, in Archivio storico per le province parmensi 1953, pagg. 309-325.
- Margherita D’Asburgo Duchessa di Parma e Piacenza, in Gazzetta di Parma 11 marzo 1957.
- Ricordo del pittore Camillo Cattani, in Parma per l'Arte n.2, 1957, pagg. 89-91.
- Ricordo di don Pelicelli nel 20º anniversario della morte, in Gazzetta di Parma, 23 settembre 1957.
- Ricordo di Umberto Beseghi, in Parma per l’Arte n.2, 1958, pagg. 116-120.
- La camicia rossa Vincenzo Bandini, in Gazzetta di Parma, 7 novembre 1960.
- Martini l’incisore, in Gazzetta di Parma, 27 febbraio 1961.
- La bella duchessa che non amava Parma, in Gazzetta di Parma, 9 marzo 1964.
- Un antico maestro di Parma musicale, in Gazzetta di Parma, 25 gennaio 1965.
- Umberto Benassi, lo storico, in Gazzetta di Parma, 2 agosto 1965.

### Annotazioni
1. ↑  Della quale fu anche direttore amministrativo per un breve periodo, a conclusione della seconda guerra mondiale.